# ماري بوب أوزبورن
ماري بوب أوزبورن (بالإنجليزية: Mary Pope Osborne)‏ (من مواليد 20 مايو 1949) هي مناصرة قوية لمحو أمية الأطفال ومؤلفة كتب أطفال أمريكية ألفت أكثر من 100 كتاب للأطفال والشباب، بما في ذلك الروايات عن الأساطير والفلكلور، والكتب المصورة، والسير الذاتية، والأسرار. ذاع صيتها بعد إصدارها للسلسلة الأكثر مبيعاً بيت الشجرة السحري التي حازت على العديد من الجوائز وتمت ترجمتها إلى 35 لغة. بفضل سلسلتها باعت ماري أكثر من 134 مليون نسخة حول العالم.

## بيت الشجرة السحري
تعتبر سلسة بيت الشجرة السحري عمل ماري بوب أوزبورن الأكثر غزارة في التأليف وشهرة. حيث باعت السلسلة أكثر من 134 مليون كتاب في جميع أنحاء العالم منذ بدايتها في عام 1992 وفي عام 2007، أمضت السلسلة 132 أسبوعًا على قائمة نيويورك تايمز لأكثر الكتب مبيعا. وبسبب المبيعات الناجحة للسلسلة قاومت أوزبورن لسنوات عديدة الإغراءات والجهود المبذولة لتسويق للشخصيات والكتب رغبة منها أن تظل في مخيلة الأطفال.
في عام 1992 نُشر أول كتاب من قصة بيت الشجرة السحري تحت عنوان «الديناصورات قبل الظلام». مستوحاة في البداية أثناء عملها في مأوى للمشردين المراهقين. حيث صرحت أوزبورن أنها حاولت كتابة الكتاب بسبعة طرق مختلفة قبل إيجاد طريقة ناجحة. وتمثل الشخصيات الرئيسية أخ وأخت جاك وآني مغامرين ينتقلون إلى مناطق مختلفة من الزمن من خلال الشجرة السحرية ولإثارة فضول القارئ كانت تميل أوزبورن إلى وضع شفرة صغيرة في نهاية كل فصل وهو ما جعله أحد الأسباب الرئيسية لجذب الكتاب لدى الفئة العمرية المستهدفة. هذا بالإضافة إلى الطبيعة التعليمية للسلسلة. وقد تم الاستشهاد بالسلسلة لقدرتها على إثارة اهتمام الطلاب بالتاريخ واستخدام مفردات تشجع القراء الصغار على تعلم كلمات جديدة.

## روابط خارجية
- ماري بوب أوزبورن على موقع IMDb (الإنجليزية)
- ماري بوب أوزبورن على موقع ميوزك برينز (الإنجليزية)
- ماري بوب أوزبورن على موقع ديسكوغز (الإنجليزية)
- ماري بوب أوزبورن على موقع قاعدة بيانات الفيلم (الإنجليزية)